# Metaxanthia vespiformis
Metaxanthia vespiformis là một loài bướm đêm thuộc phân họ Arctiinae, họ Erebidae.